# کالایدژیوو
کالایدژیوو (به بلغاری: Kalaydzhievo) یک منطقهٔ مسکونی در بلغارستان است که در شهرستان کروموفگراد واقع شده‌است.